# 듀얼 그래프

빨간색 그래프는 파란색 그래프 G의 듀얼 그래프이며, 그 역도 성립힌다.

그래프 이론에서 듀얼 그래프(쌍대 그래프, Dual graph)는 평면 그래프 G의 각 면에 하나의 꼭짓점을 갖는 그래프이다. 듀얼 그래프는 G의 한 변으로 구분된 인접한 면을 잇는 변을 가지며, 한 변의 양쪽 면이 같은 경우 루프를 가진다. 따라서, 그래프 G의 각 변 e는 그에 상응하는 듀얼 변을 가지며, 이 듀얼 변의 양 끝 점은 변 e의 양쪽 면에 상응하는 듀얼 꼭짓점이 된다.